# Presidenti della Provincia di Udine
Elenco dei presidenti dell'amministrazione provinciale di Udine.

## Regno d'Italia (1866-1946)

### Presidenti del Consiglio provinciale (1866-1926)
- Giovanni Battista Moretti (1866-1867)
- Francesco Candiani (1867-1882)
- Giovanni Gropplero (1882-1887)
- Antonino di Prampero (1887-1892)
- Luigi De Puppi (1892-1894)
- Francesco Deciani (1894-1895)
- Vincenzo Marzin (1895-1896)
- Nicolò Mantica (1896-1900)
- Antonio Di Trento (1901-1903)
- Camillo Panciera di Zoppola (1903-1907)
- Ignazio Renier (1907-1916 ?)

### Presidenti della Deputazione provinciale (1889-1926)
| Nº | Nº | Ritratto | Nome               | Mandato | Mandato | Partito |
| Nº | Nº | Ritratto | Nome               | Inizio  | Fine    | Partito |
| -- | -- | -------- | ------------------ | ------- | ------- | ------- |
| 1  |    |          | Giovanni Gropplero | 1889    | 1899    | ?       |
| 2  |    |          | Ignazio Renier     | 1899    | 1906    | ?       |
| 3  |    |          | Damiano Roviglio   | 1906    | 1912    | ?       |
| 4  |    |          | Luigi Spezzotti    | 1912    | ?       | ?       |

## Italia repubblicana (dal 1946)

### Presidenti della Provincia (dal 1951)

#### Eletti dal Consiglio provinciale (1951-1995)
| Nº             | Nº            | Ritratto | Nome             | Mandato        | Mandato        | Partito                   |
| Nº             | Nº            | Ritratto | Nome             | Inizio         | Fine           | Partito                   |
| -------------- | ------------- | -------- | ---------------- | -------------- | -------------- | ------------------------- |
|                |               |          | ?                | ?              | ?              | ?                         |
|                |               |          | Tiziano Venier   | 7 ottobre 1985 | 27 luglio 1990 | Democrazia Cristiana      |
| 27 luglio 1990 | 4 luglio 1994 |          | Tiziano Venier   |                |                | Democrazia Cristiana      |
|                |               |          | Giovanni Pelizzo | 1º agosto 1994 | 8 maggio 1995  | Partito Popolare Italiano |

#### Eletti direttamente dai cittadini (1995-2018)
| Nº             | Ritratto        | Ritratto | Nome              | Mandato        | Mandato        | Partito                   | Elezione |
| Nº             | Ritratto        | Ritratto | Nome              | Inizio         | Fine           | Partito                   | Elezione |
| -------------- | --------------- | -------- | ----------------- | -------------- | -------------- | ------------------------- | -------- |
|                |                 |          | Giovanni Pelizzo  | 8 maggio 1995  | 28 giugno 1999 | Partito Popolare Italiano | 1995     |
|                |                 |          | Carlo Melzi       | 28 giugno 1999 | 26 agosto 2000 | Forza Italia              | 1999     |
|                |                 |          | Marzio Strassoldo | 11 giugno 2001 | 11 aprile 2006 | Forza Italia              | 2001     |
| 11 aprile 2006 | 10 gennaio 2008 | 2006     | Marzio Strassoldo |                |                | Forza Italia              |          |
|                |                 |          | Pietro Fontanini  | 15 aprile 2008 | 25 aprile 2013 | Lega Nord                 | 2008     |
| 25 aprile 2013 | 22 aprile 2018  | 2013     | Pietro Fontanini  |                |                | Lega Nord                 |          |